# De Longeilanden

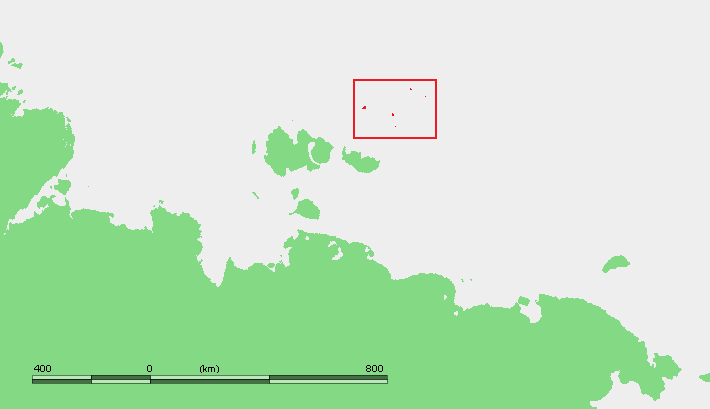
Ligging

De De Longeilanden (Russisch: Острова Де-Лонга; Ostrova De-Longa) zijn een eilandengroep in de Noordelijke IJszee, die onderdeel uitmaken van de Nieuw-Siberische Eilanden. Administratief gezien behoren ze tot de Russische republiek Jakoetië.
De onbewoonde eilanden werden eind 19e eeuw ontdekt door de Amerikaanse poolonderzoeker George Washington De Long.
De De Longeilanden bestaan uit Bennett, Henrietta, Jeannette, Vilkitski en Zjochoveiland. Ze zijn het grootste deel van het jaar met ijs bedekt. Het gebied heeft een oppervlakte van 228 km².
Sannikovland (spookeiland)